# 루차 보세
루차 보세(Lucia Bosè, 1931년 1월 28일 ~ 2020년 3월 23일)는 이탈리아의 배우이다.

## 출연 작품
- 올 나잇 롱 (2010)
- 총독 (2007)
- 할렘 슈어 (1999)
- 죽음의 연대기 (1987)
- 나쁜 버릇 (1983)
- 비올란타 (1977)
- 뤼미에르 (1976)
- 고대의 계단 아래 (1975)
- 악명높은 기둥 (1972)
- 아르카나 (1972)
- 나탈리 그랑제 (1972)
- 메텔로 (1970)
- 악령의 성 (1970)
- 사티리콘 (1969)
- 전갈자리 (1969)
- 녹턴 29 (1968)
- 오르페의 유언 (1960)
- 자전거 주자의 죽음 (1955)
- 걸 오브 더 스패니시 스텝스 (1952)
- 파리는 언제나 파리 (1951)
- 언더 디 올리브 트리 (1950)
- 어느 사랑의 연대기 (1950)
- 동백꽃 없는 숙녀 (1950)